# Великанов, Юрий Петрович
Ю́рий Петро́вич Велика́нов (2 июля 1904 — 26 января 1934) — советский художник-график, гравёр. Ученик Д. И. Митрохина, Е. С. Кругликовой, П. А. Шиллинговского.

## Биография
Родился в 1904 году, с 1920 года жил в Петрограде (Ленинграде).
Учился в Декоративном институте, в художественно-промышленном техникуме и на графическом факультете ВХУТЕМАСа до 1926 года. Ученик Е. С. Кругликовой (1865—1941) по офорту.
Работал во многих видах графической техники. Автор около 40 экслибрисов.
Умер в 1934 году.